# 六月 (足立区)
六月（ろくがつ）は、東京都足立区の地名。ここでは、隣接している東六月町も述べる。現行行政地名は六月一丁目から六月三丁目、東六月町は丁番を持たない単独町名である。

## 地理
足立区中部、竹の塚の南側に位置する。六月と東六月町の境界に国道4号が南北に走り、国道以西が六月、以東が東六月町である。北は竹の塚、東は東六月町、南東で平野、南は島根、西は栗原。東武伊勢崎線竹ノ塚駅に近く、マンション等が多い。町域外ではあるが、竹の塚警察署・足立北郵便局も近い。町内の炎天寺に滞在した小林一茶と、同寺の前住で文筆家の吉野孟彦が当地の有名人である。自閉症児を扱ったヒット作、漫画『光とともに…』の舞台になっている（作中では、七月中学校等として登場する）。広義の六月は住居表示における六月の他に、東六月町も含む。

### 地価
住宅地の地価は、2025年（令和7年）1月1日の公示地価によれば、六月3-9-1の地点で31万7000円/m2となっている。

## 歴史

### 地名の由来
六月という珍しい地名ではあるが、由来は明らかではない。伝説には源義家が当地の土豪と苦戦の末に辛勝したのが酷暑の六月であったからという（旧暦の六月は炎暑の候である）。

### 沿革
- 江戸時代（1603年 - 1867年） - 江戸幕府の直轄領となる。
- 1868年（慶応4年）6月 - 武蔵知県事の管轄となる。
- 1869年（明治2年）1月 - 小菅県足立郡六月村となる。
- 1871年（明治4年）7月 - 廃藩置県施行。東京府足立郡六月村となる。
- 1872年（明治5年）2月 - 大区小区制施行。東京府第五大区十八小区。
- 1874年（明治7年）3月 - 東京府第十大区六小区に改編。
- 1878年（明治11年）11月 - 東京府南足立郡六月村に改編。
- 1889年（明治22年）5月1日 - 市制町村制施行により保木間村・竹塚村・伊興村・六月村の4か村が統合し渕江村成立。東京府南足立郡渕江村大字六月となる。
- 1932年（昭和7年）10月1日 - 東京市編入。東京市足立区六月町となる。
- 1934年（昭和9年） - 国道4号（日光街道）造成。町域が東西に分断される。
- 1936年（昭和11年） - 東部の飛び地が六町に編入される。
- 1943年（昭和18年） - 東京都制施行。東京都足立区六月町となる。
- 1967年（昭和42年）5月1日 - 六月町・島根町・竹塚町・栗原町の各一部地域に住居表示を実施し、六月一・二丁目が成立。
- 1971年（昭和46年）8月1日 - 六月町・栗原町の各一部に住居表示を実施し、六月三丁目が成立。
- 1978年（昭和53年）2月1日 - 国道4号（日光街道）以東の六月町に住居表示を実施し、東六月町を分離・成立。

## 六月

### 世帯数と人口
2025年（令和7年）1月1日現在（足立区発表）の世帯数と人口は以下の通りである。
| 丁目       | 世帯数    | 人口    |
| ---------- | --------- | ------- |
| 六月一丁目 | 1,554世帯 | 2,967人 |
| 六月二丁目 | 1,659世帯 | 3,371人 |
| 六月三丁目 | 1,055世帯 | 1,895人 |
| 計         | 4,268世帯 | 8,233人 |

#### 人口の変遷
国勢調査による人口の推移。
| 年                 | 人口  |
| ------------------ | ----- |
| 1995年（平成7年）  | 7,019 |
| 2000年（平成12年） | 7,491 |
| 2005年（平成17年） | 7,658 |
| 2010年（平成22年） | 8,113 |
| 2015年（平成27年） | 7,708 |
| 2020年（令和2年）  | 7,682 |

#### 世帯数の変遷
国勢調査による世帯数の推移。
| 年                 | 世帯数 |
| ------------------ | ------ |
| 1995年（平成7年）  | 2,709  |
| 2000年（平成12年） | 2,973  |
| 2005年（平成17年） | 3,027  |
| 2010年（平成22年） | 3,514  |
| 2015年（平成27年） | 3,332  |
| 2020年（令和2年）  | 3,587  |

### 学区
区立小・中学校に通う場合、学区は以下の通りとなる（2023年4月時点）。なお、足立区では学校選択制度を導入しており、区内全域から選択することが可能。ただし、小学校に関しては、2018年（平成30年）度から学区域または学区域に隣接する学校のみの選択になる。
| 丁目       | 番地              | 小学校               | 中学校               |
| ---------- | ----------------- | -------------------- | -------------------- |
| 六月一丁目 | 1〜22番           | 足立区立中島根小学校 | 足立区立六月中学校   |
| 六月一丁目 | 23番以降          | 足立区立保木間小学校 | 足立区立六月中学校   |
| 六月二丁目 | 16〜33番          | 足立区立保木間小学校 | 足立区立六月中学校   |
| 六月二丁目 | 1〜13番           | 足立区立島根小学校   | 足立区立六月中学校   |
| 六月二丁目 | 14〜15番 34番以降 | 足立区立竹の塚小学校 | 足立区立第十四中学校 |
| 六月三丁目 | 全域              | 足立区立竹の塚小学校 | 足立区立第十四中学校 |

### 事業所
2021年（令和3年）現在の経済センサス調査による事業所数と従業員数は以下の通りである。
| 丁目       | 事業所数  | 従業員数 |
| ---------- | --------- | -------- |
| 六月一丁目 | 82事業所  | 805人    |
| 六月二丁目 | 56事業所  | 347人    |
| 六月三丁目 | 45事業所  | 297人    |
| 計         | 183事業所 | 1,449人  |

#### 事業者数の変遷
経済センサスによる事業所数の推移。
| 年                 | 事業者数 |
| ------------------ | -------- |
| 2016年（平成28年） | 194      |
| 2021年（令和3年）  | 183      |

#### 従業員数の変遷
経済センサスによる従業員数の推移。
| 年                 | 従業員数 |
| ------------------ | -------- |
| 2016年（平成28年） | 1,346    |
| 2021年（令和3年）  | 1,449    |

## 東六月町

### 世帯数と人口
2025年（令和7年）1月1日現在（足立区発表）の世帯数と人口は以下の通りである。
- 世帯数 : 887世帯
- 人口 : 2,010人

#### 人口の変遷
国勢調査による人口の推移。
| 年                 | 人口  |
| ------------------ | ----- |
| 1995年（平成7年）  | 1,714 |
| 2000年（平成12年） | 1,509 |
| 2005年（平成17年） | 1,293 |
| 2010年（平成22年） | 1,431 |
| 2015年（平成27年） | 1,865 |
| 2020年（令和2年）  | 2,058 |

#### 世帯数の変遷
国勢調査による世帯数の推移。
| 年                 | 世帯数 |
| ------------------ | ------ |
| 1995年（平成7年）  | 570    |
| 2000年（平成12年） | 552    |
| 2005年（平成17年） | 558    |
| 2010年（平成22年） | 649    |
| 2015年（平成27年） | 757    |
| 2020年（令和2年）  | 837    |

### 学区
区立小・中学校に通う場合、学区は以下の通りとなる（2023年4月時点）。なお、足立区では学校選択制度を導入しており、区内全域から選択することが可能。ただし、小学校に関しては、2018年（平成30年）度から学区域または学区域に隣接する学校のみの選択になる。
- 区域 : 全域
  - 小学校 : 足立区立平野小学校
  - 中学校 : 足立区立東島根中学校

### 事業所
2021年（令和3年）現在の経済センサス調査による事業所数と従業員数は以下の通りである。
- 事業所数 : 43事業所
- 従業員数 : 351人

#### 事業者数の変遷
経済センサスによる事業所数の推移。
| 年                 | 事業者数 |
| ------------------ | -------- |
| 2016年（平成28年） | 39       |
| 2021年（令和3年）  | 43       |

#### 従業員数の変遷
経済センサスによる従業員数の推移。
| 年                 | 従業員数 |
| ------------------ | -------- |
| 2016年（平成28年） | 308      |
| 2021年（令和3年）  | 351      |

## 交通
- 国道4号（日光街道）
- 東京都道103号吉場安行東京線（旧日光街道）

## 施設
- 足立区立六月中学校
- ニッポン放送足立予備送信所
- 足立自動車学校（東六月町）
- 六月八幡神社
- 炎天寺（小林一茶ゆかりの寺[18]）
- 光徳寺

## その他

### 日本郵便
- 集配担当する郵便局と郵便番号は以下の通りである[19]。

| 町丁     | 郵便番号 | 郵便局       |
| -------- | -------- | ------------ |
| 六月     | 121-0814 | 足立北郵便局 |
| 東六月町 | 121-0071 | 足立北郵便局 |